# Walter Bergström
Walter Bergström, född den 14 oktober 1863 i Brunns församling, Älvsborgs län, död den 6 februari 1924 i Sollefteå, var en svensk jurist. 
Bergström avlade mogenhetsexamen i Lund 1883 och blev samma år student vid Lunds universitet, där han avlade examen till rättegångsverken 1889. Efter tingstjänstgöring under Svea hovrätt utnämndes han till vice häradshövding 1892. Bergström blev häradshövding i Ångermanlands mellersta domsaga 1902. Han var från 1915 även krigsdomare vid Västernorrlands regemente och Norrlands trängkår. År 1917 blev Bergström ordförande i stadsstyrelsen i  Sollefteå. Han blev riddare av Nordstjärneorden 1913.
Walter Bergström var son till kaptenen Leopold Bergström och friherrinnan Ingeborg Fägerskiöld samt bror till konstnären Endis och skolköksinspektrisen Gertrud Bergström. Han var sonson till ämbetsmannen Johan Jacob Bergström och far till ämbetsmannen Inge Bergström.